# Trirhabda eriodictyonis
Trirhabda eriodictyonis là một loài bọ cánh cứng trong họ Chrysomelidae. Loài này được Fall miêu tả khoa học năm 1907.